# Ванюша і велетень
«Ванюша і велетень» — ляльковий мультфільм про дружелюбного прибульця, що прилетів на планету Земля, випущений кіностудією «Союзмультфільм» 1993 року.
Мультфільм є четвертим (останнім) з  тетралогії про прибульця Ванюшу: «Прибулець в капусті», «Прибулець Ванюша» ,  «Ванюша і космічний пірат» і  «Ванюша і велетень».

## Сюжет
Всі Збираються на річку, тільки Дід не хоче йти. Він хоче зробити відкриття, щоб про нього в підручниках написали. Він сидить під деревом (грушею) і чекає, коли на нього груша звалиться . Дід впевнений, що відкриття робляться після того, як на людину падає який-небудь фрукт. Наприклад, на Ньютона перед відкриттям впало яблуко. Спіла груша падає Дідові на голову, і він закономірно робить відкриття — винаходить Машину часу.
Дід, Баба, Коза, одомашнена Комета і прибулець Ванюша опиняються в далекому минулому. «У темряві століть».
Там вони зустрічають переляканого Велетня, за яким женеться Богатир. Богатир хоче викликати Велетня «на бій» . Велетень не хоче битися з Богатирем. Велетень добрий і битися не вміє. Друзі вирішують допомогти Велетню, перетворюють його в людину звичайного розміру, і він ховається за камінь.
З'являються хамуватий богатир на коні і в латах. Лізе битися, але його карають і проганяють .
Велетень просить забрати його в майбутнє, каже: «Сил немає більше жити у пітьмі століть. Богатирі б'ються! Дракони кусаються!»
Велетню йдуть на зустріч і забирають з собою в майбутнє, в село.

## Творці
|                      | Ukrainian | Russian |
| -------------------- | --- | --- |
| Режисери             | Володимир Данилевич | Владимир Данилевич |
| Сценарист            | Роман Качанов-молодший (псевдонім Р.Губин) | Роман Качанов-мл (псевдоним Р.Губин) |
| Художник-постановник | Катерина Михайлова | Екатерина Михайлова |
| Аніматори            | Сергій Косіцин, Тетяна Молодова | Сергей Косицын |
| Художник             | Т. Богданова | Т. Богданова |
| Оператор             | Володимир Сидоров | Владимир Сидоров |
| Композитор           | Євген Ботяров | |
| Звукорежисер         | Борис Фільчіков | Борис Фильчиков |
| Директор             | А.Власова | А.Власова |
| Ролі озвучували      | Алефтіна Євдокимова, Світлана Харлап, Борис Новиков, Рогволд Суховерко, Всеволод Ларіонов, Володимир Ферапонтов, Людмила Гнілова                                | Алефтина Евдокимова, Светлана Харлап, Борис Новиков, Рогволд Суховерко, Всеволод Ларионов, Владимир Ферапонтов, Людмила Гнилова                                 |
| Монтажер             | Галина Філатова | Галина Филатова |
| Редактор             | Наталя Абрамова | Наталья Абрамова |
| Ляльки і декорації   | Володимир Алісов, Юрій Аксьонов, Ніна Молева, Анна Ветюкова, Олександр Максимов, Надія Лярская, Сергій Попов, Наталія Барковская, Валерій Петров, Віктор Гришин | Владимир Алисов, Юрий Аксёнов, Нина Молева, Анна Ветюкова, Александр Максимов, Надежда Лярская, Сергей Попов, Наталья Барковская, Валерий Петров, Виктор Гришин |